# Великий голод 1876–1878 років
Великий голод 1876—1878 років — голод в Індії під час влади Британської корони. У 1876 році сильна посуха призвела до втрати врожаю на плато Декан. Це мало наслідки протягом двох років для південної та південно-західної Індії — Мадрасу та Бомбею, керовані Британією, а також князівських штатів Майсур і Гайдарабад. У 1877 році голод охопив регіони на півночі, включаючи частини центральних і північно-західних провінцій, а також невелику територію в Пенджабі. Голод зрештою вразив територію площею 670 000 квадратних кілометрів (257 000 миля2) і завдав лиха населенню загальною кількістю 58 500 000 осіб. Надлишкова смертність від голоду була оцінена від 5,6 до 9,6 мільйонів смертельних випадків, сучасна демографічна оцінка — 8,2 мільйона смертельних випадків. Голод також відомий як голод у Південній Індії 1876—1878 років і голод у Мадрасі 1877 року. Це лише один з багатьох голодоморів, які сталися під британським правлінням Індії.

## Передумови

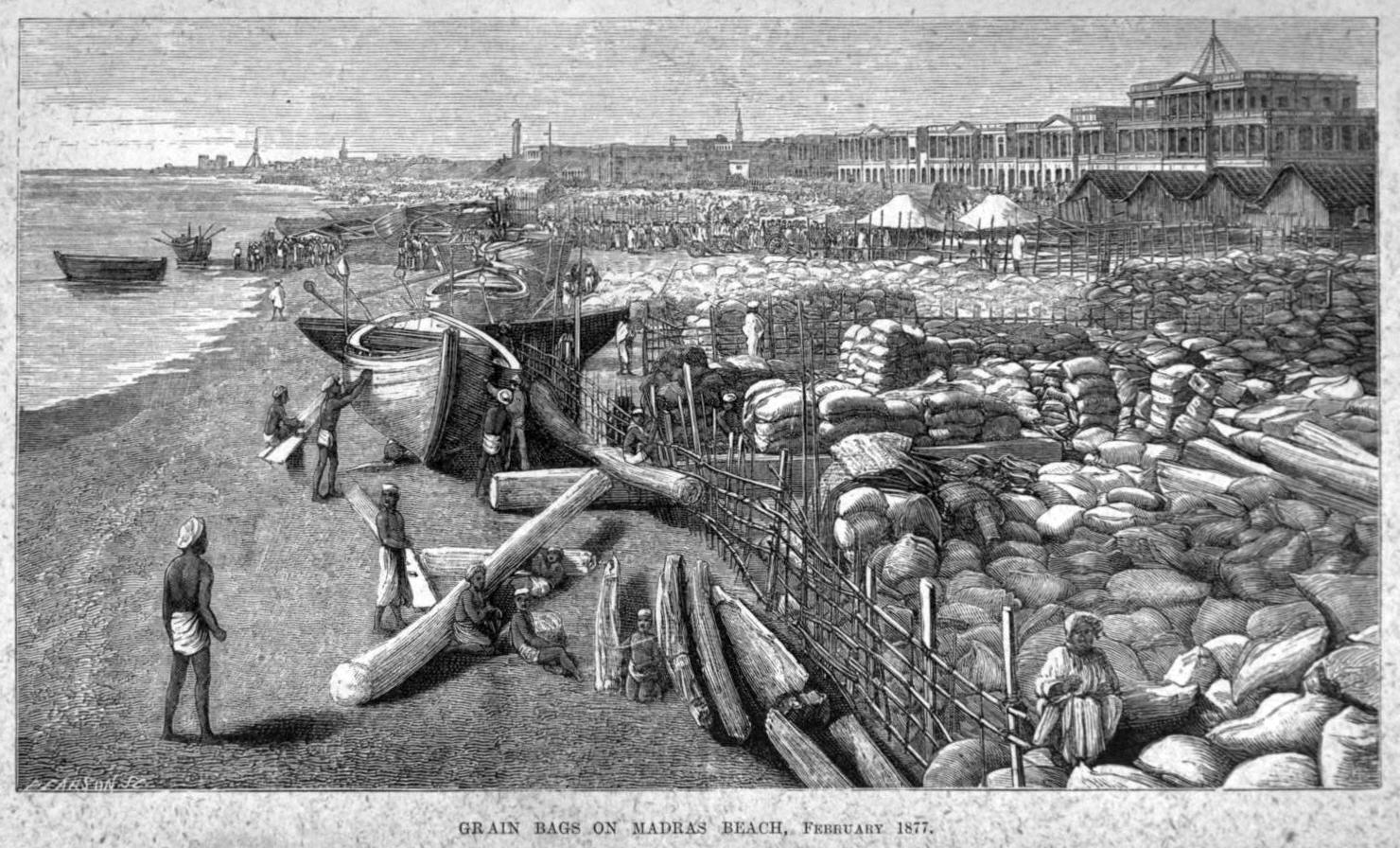
Зерно, призначене для експорту, складене на пляжах Мадраса (лютий 1877 р.).

Великий голод був спровокований сильною посухою, яка призвела до неврожаю на плато Декан. У свою чергу посуха була викликана взаємодією між сильним Ель-Ніньо та активним диполем Індійського океану, тому подібні обставини є повторенням більш загального шаблону щодо посухи та неврожаю в Індії, Китаї, Південній Америці та деяких частинах Африки. Що у підсумку, спричинило від 19 до 50 мільйонів смертей.
Через продовження регулярного експорту зерна колоніальним урядом, а саме під час голоду під наглядом віце-короля лорда Роберта Булвер-Літтона було експортовано до Англії 320 000 тонн пшениці, регіон став більш вразливим до голоду. Значну роль у подіях відіграло вирощування альтернативних товарних культур, на додачу до комодифікації зерна.
Голод стався в той час, коли колоніальний уряд намагався скоротити витрати на соціальне забезпечення. Раніше, під час голоду в Біхарі 1873–74 рр., значної смертності вдалося уникнути завдяки імпорту рису з Бірми. Уряд Бенгалії та його лейтенант-губернатора сера Річарда Темпла критикували за надмірні витрати на благодійну допомогу. Чутливий до будь-яких нових звинувачень у надмірності в 1876 році, Темпл, який був уповноваженим уряду Індії у боротьбі з голодом, наполягав не лише на політиці принципу невтручання щодо торгівлі зерном, а й на суворіших критеріях для надання допомоги та на більш мізерних пайках допомоги. Пропонувалося два види допомоги: «пайка працівників» для працездатних чоловіків, жінок і працюючих дітей і безоплатна (тобто, благодійна) пайка для малих дітей, людей похилого віку та незаможних.

## Голод і розмір пайки

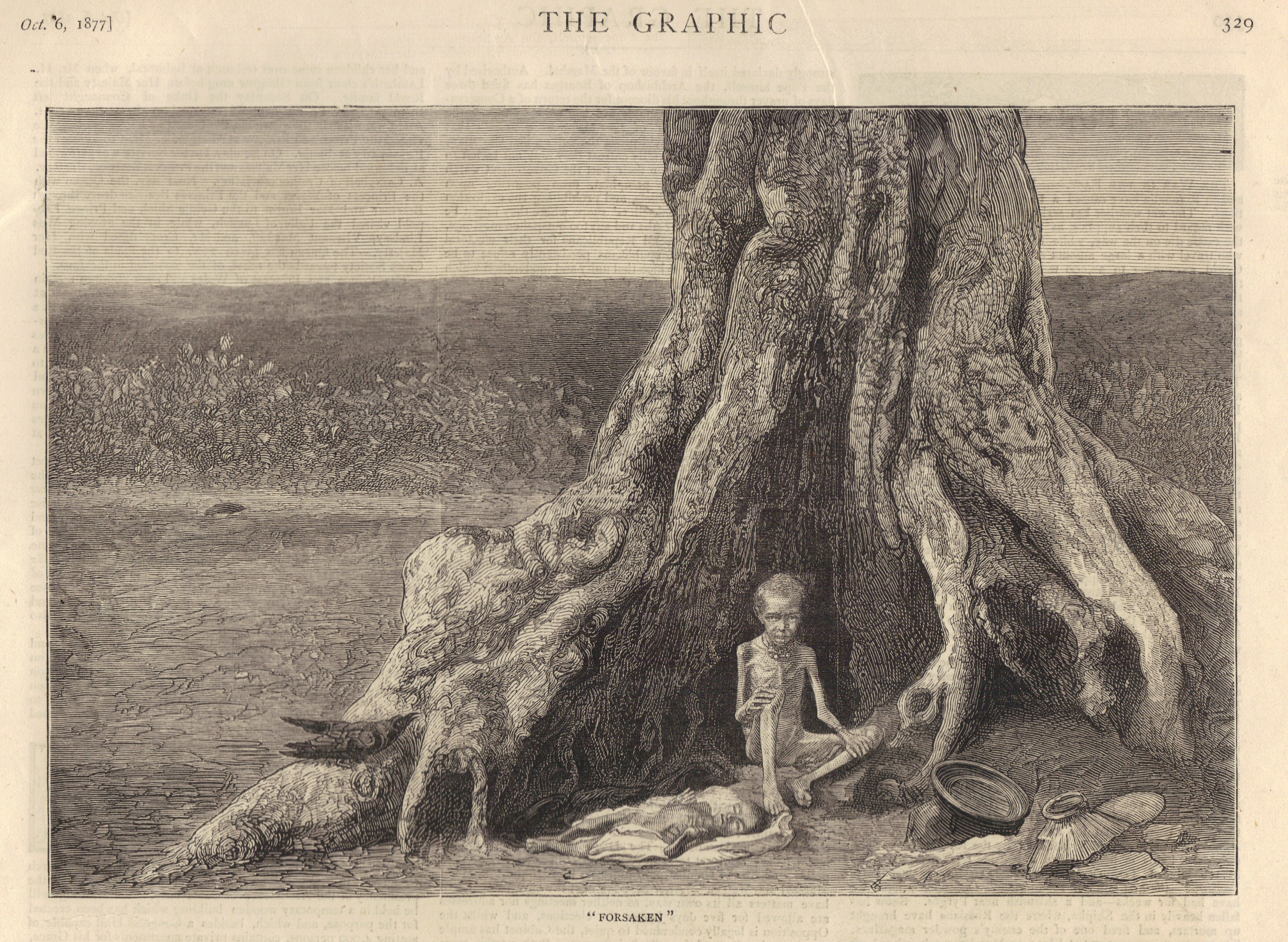
Гравюра з The Graphic, жовтень 1877 року, на якій зображено двох покинутих дітей у районі Белларі, Мадраське президенство.

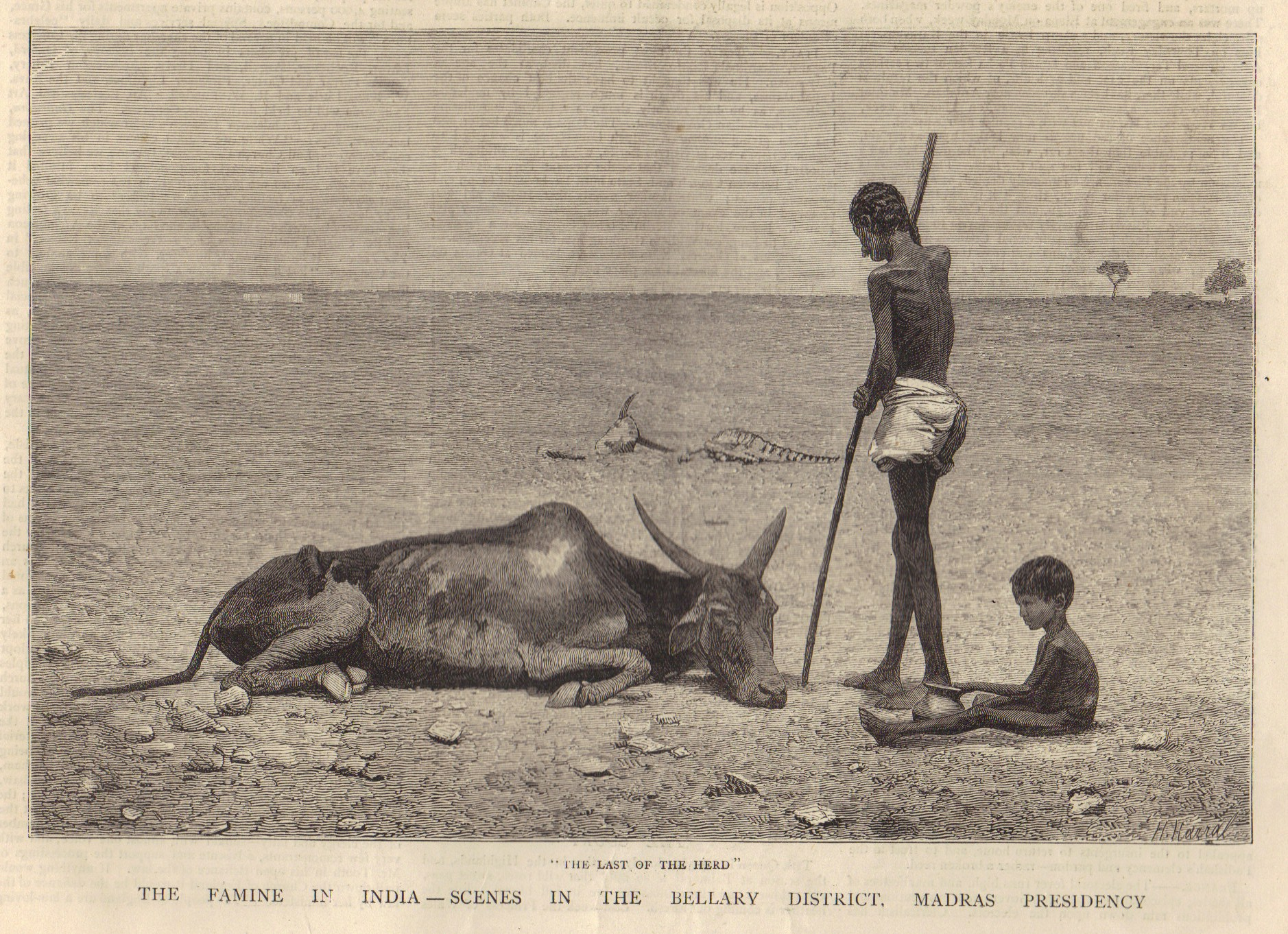
Гравюра з The Graphic, жовтень 1877 року, що показує тяжке становище тварин, а також людей в окрузі Белларі.

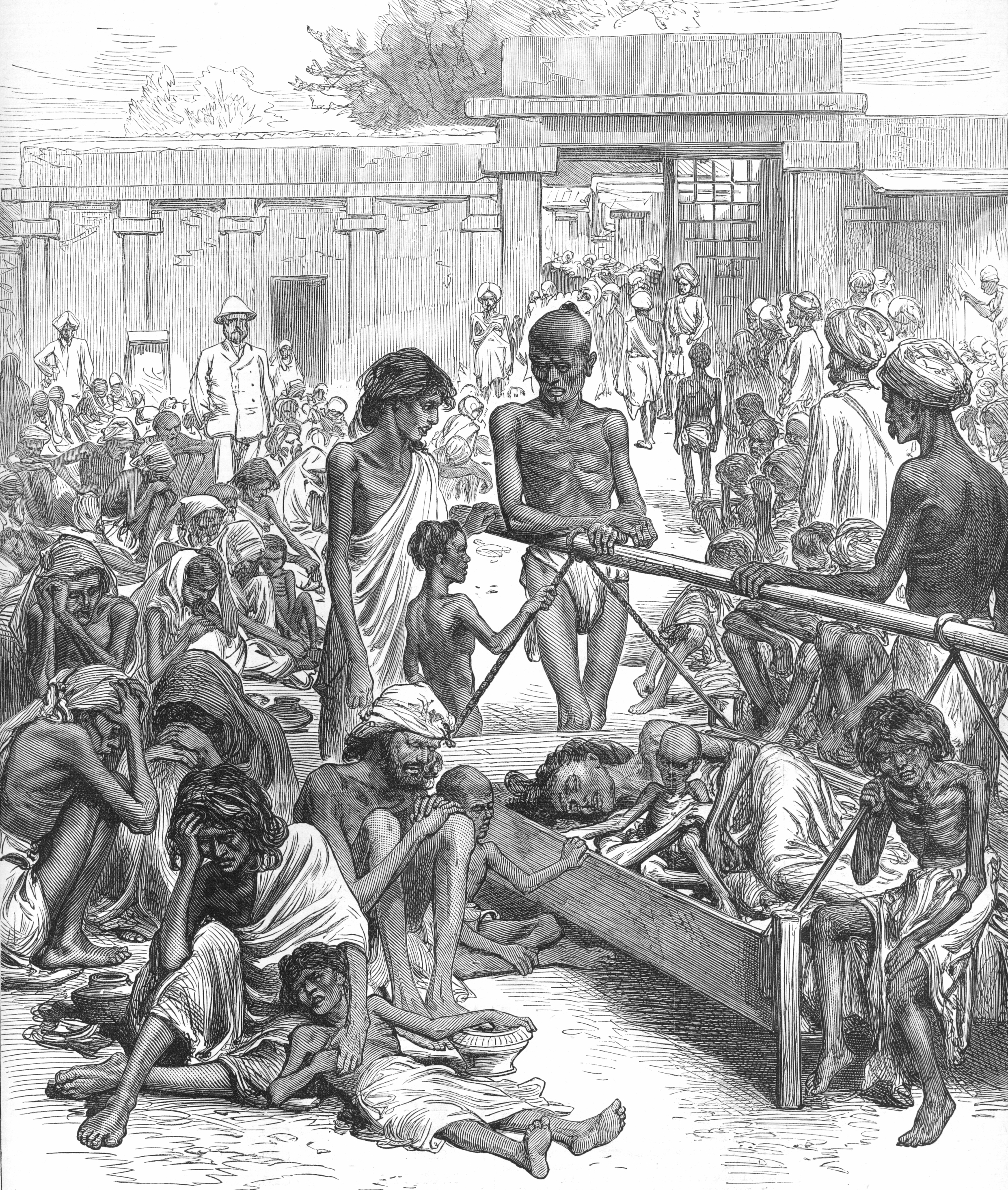
Люди, які чекають на пайки для голодуючих у Бангалорі. З «Ільюстрейтед Лондон ньюз» (20 жовтня 1877 р.).

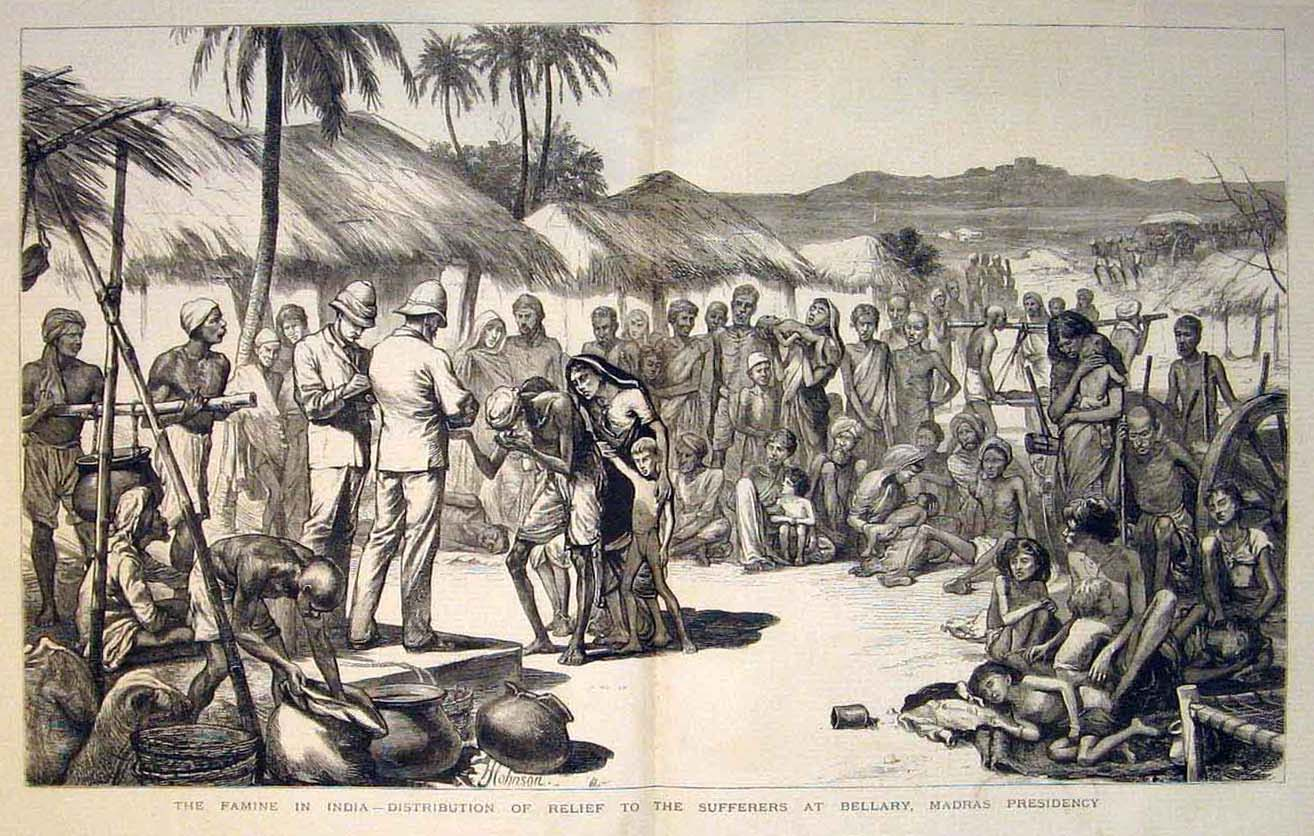
Розподіл пайків в Белларі, президентство Мадрасу. З «Ільюстрейтед Лондон ньюз» (1877).

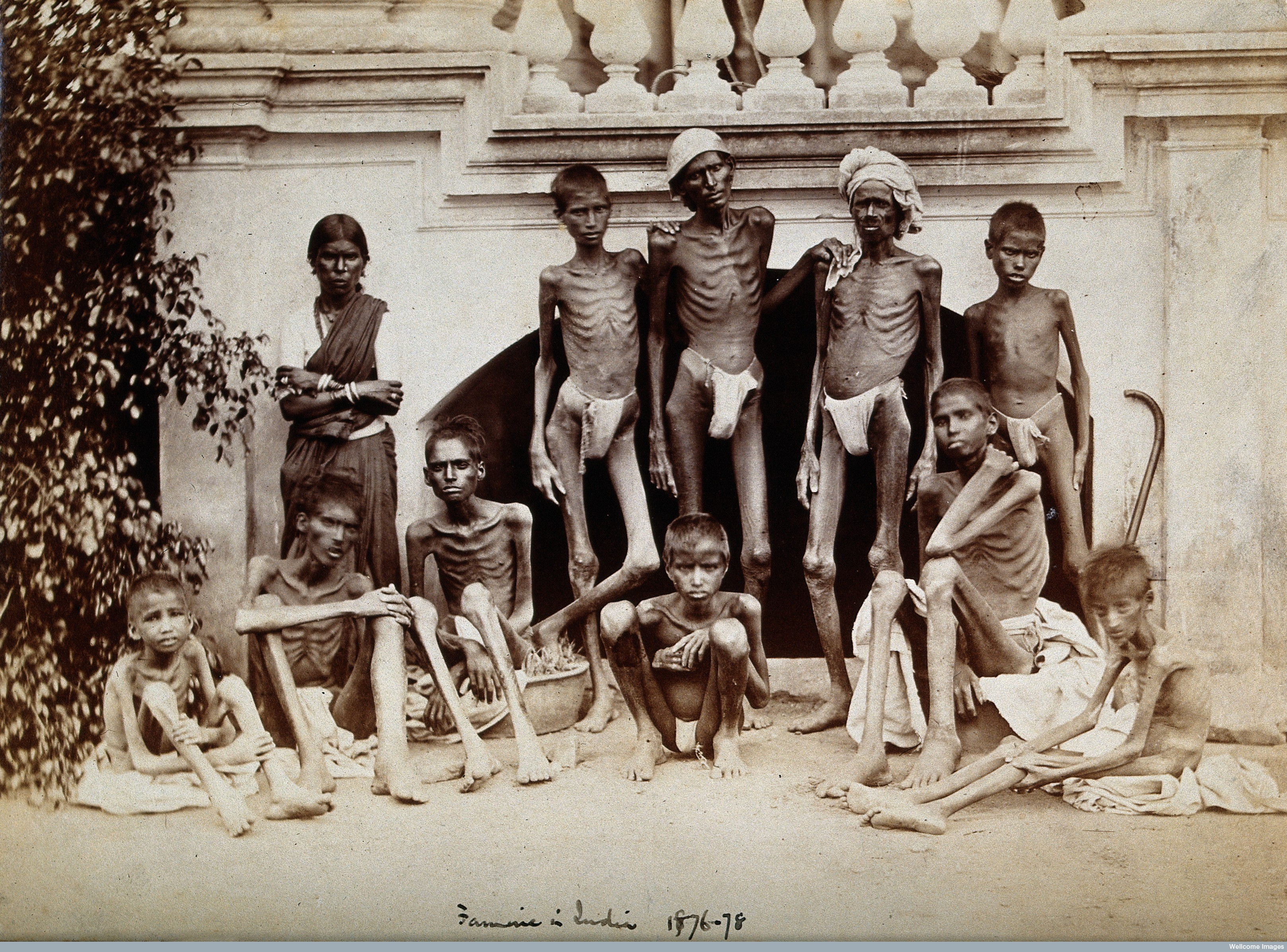
Уражені голодом люди під час голоду 1876–78 років у Бангалорі.

Однак наполягання на більш суворих нормах призвело до страйків працівників, які працювали за пайку в Бомбейському президентстві. У січні 1877 року Темпл зменшив платню за день важкої роботи в таборах допомоги в Мадрасі та Бомбеї — ця «заробітна плата Темпла» (гра слів: англ. Temple — храм) складалася з 450 грам зерна плюс одна анна (монета) для чоловіка та трохи менша кількість для жінки чи працюючої дитини за «довгий день важкої праці без тіні чи відпочинку». Обґрунтуванням зниження заробітної плати, яке відповідало поширеній думці того часу, було те, що будь-яка надмірна оплата могла створити «залежність» (або «деморалізацію» за сучасною термінологією) населення, яке постраждало від голоду.
Проти рекомендацій Темпла виступили деякі офіційні особи, зокрема Вільям Дігбі та лікар В. Р. Корніш, санітарний комісар президентства Мадрасу. Корніш наполягав на мінімумі 680 грам (1.5 фунта) зерна і, крім того, добавці з овочів і білка, особливо якщо люди виконували роботу зі значним фізичним навантаженням. Однак Літтон підтримав Темпла, який стверджував, що «все має бути підпорядковане фінансовим міркуванням виплати найменшої суми грошей».
У березні 1877 року уряд провінції Мадрас збільшив раціон наполовину до рекомендацій Корніша до 570 грам (1,25 фунта) зерна і 43 грам білка у формі даала (бобових). Тим часом вже багато людей померло від голоду. В інших частинах Індії, наприклад у Сполучених провінціях, де пайка була мізерною, смертність була високою. У другій половині 1878 року епідемія малярії вбила набагато більше людей, які вже були ослаблені через недоїдання.
На початку 1877 року Темпл оголосив, що «поставив голод під контроль». Дігбі зазначив, що «навряд чи можна назвати голод належним чином контрольованим, у результаті якого одна чверть людей гине».
Загалом уряд Індії витратив 30 мільйонів рупій, що відповідає 700 мільйонам пайків (1 пайка = допомога для 1 особи на 1 день) у Британській Індії та, крім того, ще 7.2 мільйонів рупій, що відповідає 72 мільйонам пайків, у князівствах Майсур і Хайдарабад. Платежі з доходу (податку) на суму 6 мільйонів рупій або не було використано, або відкладено до наступного року, а благодійні пожертви з Великої Британії та колоній склали 8.4 мільйонів рупій. Однак ці витрати були мізерними на душу населення; наприклад, витрати Бомбейського президентства, становили менше однієї п'ятої від витрат під час голоду в Біхарі 1873–74 рр., який вразив меншу територію та тривав недовго.

### Голод у штаті Майсур
За два роки до голоду 1876 року проливний дощ знищив посіви пшона у Коларі та Бангалорі. Незначна кількість опадів наступного року призвела до висихання озер, що вплинуло на запаси їжі. В результаті голоду населення штату скоротилося на 874 тис. осіб (порівняно з переписом 1871 р.).
Сер Річард Темпл був направлений урядом Британської Індії як спеціальний уповноважений з питань голоду для спостереження за роботами з надання допомоги уряду штату Майсура. Щоб впоратися з голодом, уряд Майсуру створив кухні з приготування пайків. Велика кількість людей вирушила до Бангалору, коли стало можливим отримувати пайки. Ці люди були змушені працювати на залізничній лінії Бангалор–Майсор за їжу та зерно. Уряд Майсура імпортував велику кількість зерна з сусіднього президентства Мадраса. Тимчасово було дозволено випасання худоби в лісах, споруджено нові та відремонтовано старі резервуари. Деван штату Майсур, К. В. Рунгачарлу, у своїй промові на фестивалі Дасара оцінив витрати штату в 160 лакхів, причому державний борг становив 80 лакхів.

## Наслідки
За оцінками, надлишкова смертність від голоду лежить в діапазоні, нижня межа якого становить приблизно 5,5 мільйонів людських смертей, верхня межа — приблизно 9,6 мільйонів смертей, а ретельна сучасна демографічна оцінка становить 8,2 мільйона смертей.
Надмірна смертність і нові питання «допомоги та захисту», які ставилися внаслідок цього, безпосередньо призвели до формування Комісії з голоду в 1880 році та до остаточного прийняття Індійських кодексів щодо голоду. Після голоду велика кількість сільськогосподарських робітників і ткачів ручних верстатів із Південної Індії емігрувала до британських тропічних колоній, щоб працювати за наймом на плантаціях. Надмірна смертність від голоду також нейтралізувала природний приріст населення в президентських округах Бомбей і Мадрас протягом десятиліття між першим і другим переписами у Британській Індії в 1871 і 1881 роках відповідно. Голод знайшов відображення в тамільській та інших літературних традиціях. Було задокументовано велику кількість народних пісень Куммі, що описують цей голод.
Великий голод мав тривалий політичний вплив на події в Індії. Серед британських адміністраторів в Індії, які були збентежені офіційною реакцією на голод і, зокрема, придушенням офіційних дебатів щодо найкращої форми допомоги голодуючим, були Вільям Веддерберн і А. О. Юм. Менш ніж через десять років вони заснували Індійський національний конгрес і, у свою чергу, вплинули на покоління індійських націоналістів. Серед останніх були Дадабхай Наороджі та Ромеш Чандер Датт, для яких Великий голод став наріжним каменем економічної критики Британської Індії.

### Подальше читання
- FAHEEM, S. (1976), Malthusian Population Theory and Indian Famine Policy in the Nineteenth Century, Population Studies, 30 (1): 5—14, doi:10.2307/2173660, JSTOR 2173660, PMID 11630514
- Bhatia, B. M. (1991), Famines in India: A Study in Some Aspects of the Economic History of India With Special Reference to Food Problem, 1860–1990, Stosius Inc/Advent Books Division. Pp. 383, ISBN 81-220-0211-0
- Davis, Mike (2001), Late Victorian Holocausts: El Niño Famines and the Making of the Third World, Verso. Pp. 464, ISBN 1-85984-739-0
- Digby, William (1878), The Famine Campaign in Southern India: Madras and Bombay Presidencies and province of Mysore, 1876-1878, Volume 1, London: Longmans, Green and Co
- Digby, William (1878), The Famine Campaign in Southern India: Madras and Bombay Presidencies and province of Mysore, 1876-1878, Volume 2, London: Longmans, Green and Co
- Dutt, Romesh Chunder (2005) [1900], Open Letters to Lord Curzon on Famines and Land Assessments in India, London: Kegan Paul, Trench, Trubner & Co. Ltd (reprinted by Adamant Media Corporation), ISBN 1-4021-5115-2
- Dyson, Tim (1991), On the Demography of South Asian Famines: Part I, Population Studies, 45 (1): 5—25, doi:10.1080/0032472031000145056, JSTOR 2174991, PMID 11622922
- Dyson, Tim (1991), On the Demography of South Asian Famines: Part II, Population Studies, 45 (2): 279—297, doi:10.1080/0032472031000145446, JSTOR 2174784, PMID 11622922
- Famine Commission (1880), Report of the Indian Famine Commission, Part I, Calcutta
- Ghose, Ajit Kumar (1982), Food Supply and Starvation: A Study of Famines with Reference to the Indian Subcontinent, Oxford Economic Papers, New Series, 34 (2): 368—389, doi:10.1093/oxfordjournals.oep.a041557, PMID 11620403
- Government of India (1867), Report of the Commissioners Appointed to Enquire into the Famine in Bengal and Orissa in 1866, Volumes I, II, Calcutta
- Hardiman, David (1996), Usuary, Dearth and Famine in Western India, Past and Present, 152: 113—156, doi:10.1093/past/152.1.113
- Hill, Christopher V. (1991), Philosophy and Reality in Riparian South Asia: British Famine Policy and Migration in Colonial North India, Modern Asian Studies, 25 (2): 263—279, doi:10.1017/s0026749x00010672
- Klein, Ira (1973), Death in India, 1871-1921, The Journal of Asian Studies, 32 (4): 639—659, doi:10.2307/2052814, JSTOR 2052814, PMID 11614702
- McAlpin, Michelle B. (1983), Famines, Epidemics, and Population Growth: The Case of India, Journal of Interdisciplinary History, 14 (2): 351—366, doi:10.2307/203709, JSTOR 203709
- McAlpin, Michelle B. (1979), Dearth, Famine, and Risk: The Changing Impact of Crop Failures in Western India, 1870–1920, The Journal of Economic History, 39 (1): 143—157, doi:10.1017/S0022050700096352
- Singh, Deepti (2018), Climate and the Global Famine of 1876–78, Journal of Climate, 31 (23): 9445—9467, Bibcode:2018JCli...31.9445S, doi:10.1175/JCLI-D-18-0159.1
- Temple, Sir Richard (1882), Men and events of my time in India, London: John Murray. Pp. xvii, 526